# Orthodontium ruahinense
Orthodontium ruahinense är en bladmossart som beskrevs av Willem Meijer 1952. Orthodontium ruahinense ingår i släktet Orthodontium och familjen Bryaceae. Inga underarter finns listade i Catalogue of Life.